# William Rose (Fußballspieler)
William Crisp „Billy“ Rose (* 1. Dezember 1861 in St. Pancras, London; † 4. Februar 1937 in Bordesley Green, Birmingham) war ein englischer Fußballtorwart, der zwischen 1884 und 1891 fünf Länderspiele für die englische Nationalmannschaft bestritt und sich in der Anfangszeit der 1888 ins Leben gerufenen Football League als langjähriger Torhüter der Wolverhampton Wanderers einen Namen machte.

## Sportliche Laufbahn

### Vereinskarriere
Rose spielte in den 1880er Jahren für diverse englische Vereine, darunter zunächst in Birmingham für den Klub Small Heath Alliance, der später in „Small Heath“, danach in „FC Birmingham“ umbenannt wurde und heute „Birmingham City“ heißt. In seiner Geburtsstadt agierte er dann für die London Swifts, bevor es ihn in die südwestenglische Stadt Swindon zog. Er spielte dort für Swindon Town, das damals noch vor seiner Wandlung zum Profiklub war. Er gilt als erster Nationalspieler der „Robins“ und in den insgesamt 14 registrierten Freundschaftsspielen war Rose nur mit acht Gegentreffern zu bezwingen. Nach weiteren Ausflügen in den äußerten Norden Englands beim Pionierverein Preston North End und in den Midlands beim FC Stoke (heute: „Stoke City“) schloss er sich 1888 – im Jahr, als die professionelle Football League gestartet wurde – in Birmingham den Wolverhampton Wanderers an.
Am 25. März 1893 stand Rose mit seiner Mannschaft im FA-Cup-Finale dem FC Everton entgegen. In diesem erstmals nicht im Kennington Oval, sondern im Fallowfield Stadium in Manchester ausgetragenen Endspiel war die Mannschaft aus Liverpool im Vorfeld mit der Favoritenrolle belegt worden. In der ersten Halbzeit musste Rose jedoch nur zwei nennenswerte Torchancen der stetig angreifenden „Evertonians“ abwehren und nach dem Seitenwechsel schoss Harry Allen den entscheidenden Treffer zum 1:0-Sieg. Dieser erste Titelgewinn sollte für Rose jedoch der letzte in seiner Laufbahn sein. Er wechselte zu Loughborough Town, um nur kurze Zeit später zu den Wanderers zurückzukehren, wo er wiederum 1895 seine Karriere ausklingen ließ. Während dieser Zeit wurden Stimmen immer lauter, die eine eigene Gewerkschaft für die Profifußballspieler propagierten. Dabei soll auch Rose eine treibende Kraft hin zur Gründung einer Spielervereinigung gewesen sein.

### Englische Nationalmannschaft
Für die englische Nationalmannschaft debütierte er am 23. Februar 1884 im Ballynafeigh Park zu Belfast gegen Irland und obwohl er bei diesem Spiel der British Home Championship einen Gegentreffer hinnehmen musste, war der 8:1-Sieg überaus deutlich. Es folgten im anschließenden Monat März im selben Wettbewerb zwei weitere Begegnungen gegen Schottland und Wales. Zwar blieb er bei der letzten dieser drei Partien gegen Wales ohne Gegentor (4:0), aber die 0:1-Niederlage gegen den nördlichen Nachbarn sorgte dafür, dass Schottland das Turnier in diesem Jahr gewinnen sollte. In der Folgezeit war Rose hinter William Arthur von den Blackburn Rovers nur noch Ersatzmann und er absolvierte erst am 13. März 1886 vertretungsweise gegen Irland (6:1) sein nächstes Spiel. Da sich ab dem darauf folgenden Jahr zumeist Bob Roberts von West Bromwich Albion (oder alternativ der Amateurtorhüter William Moon) durchsetzten, blieb Rose künftig weitgehend unberücksichtigt. Erst am 7. März 1891 konnte er sich mit seinem fünften Länderspiel im heimischen Molineux Stadium positiv mit einem weiteren 6:1-Sieg gegen Irland von der englischen Auswahl verabschieden.

## Erfolge
- Englischer Pokalsieger: 1893